# Territ camallarg
El territ camallarg (Calidris himantopus) és una espècie d'ocell de la família dels escolopàcids (Scolopacidae) que habita en estiu la tundra del nord d'Alaska i del Canadà, passant l'hivern en aiguamolls, camps humits i estanys d'Amèrica Central, les Antilles i Sud-amèrica.